# كوريرو

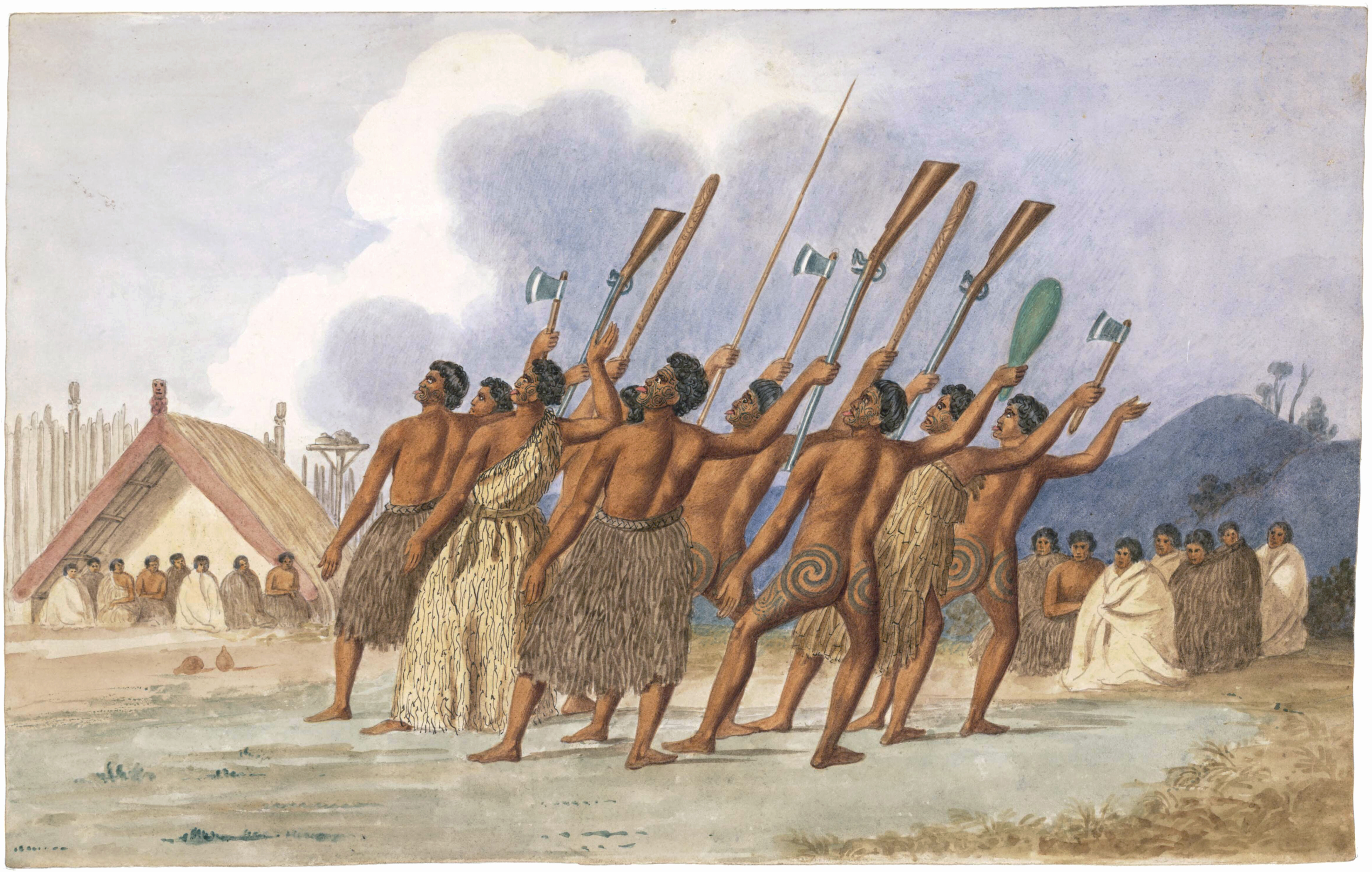
کوریرو

کوریرو (بالإنجليزية: Koriro)‏ صفة للرب ماوي Maui عند شعب الماوري، ويعني “الساطع، السعيد”. ويمكن أن يعني «الذي يتلو» مثل كل من يردد مکررا الصيغة السحرية من أمثال ماوي عندما حصل على النار من ماهويكي Mahu - ike وعندما أبدع المخترعات الكثيرة.